# The Hermetic Organ, Vol. 2
The Hermetic Organ, Volume 2 è un album dal vivo, ed il secondo della serie The Hermetic Organ del compositore jazz statunitense John Zorn, pubblicato il 21 gennaio 2014 dalla Tzadik Records.

## Descrizione
Questo album è una continuazione della serie d'improvvisazioni sull'organo a canne. La figura de Il fantasma dell'Opera furono elemento chiave di ispirazione per John Zorn durante questa esibizione, tenuta il 23 settembre 2013 alla St. Paul's Chapel a New York, la stessa cappella dove egli registrò il volume precedente 3 anni prima.

## Tracce

### Office Nr. 9 - "The Passion"
Musiche di John Zorn.
1. Crucifixion – 6:55
2. Prayer – 9:12
3. Ascent Into The Maelstorm – 4:34
4. In Gloria Dei – 11:28
5. Holy Spirit – 7:17
6. Battle Of The Angels – 3:16
7. Communion – 4:21

Durata totale: 47:03

## Formazione
- John Zorn – organo a canne